# عبد الرحمن العروان
عبد الرحمن العروان، لاعب كرة قدم سعودي، لعب سابقاً في أندية النخيل و النصر و الجبلين و التعاون و الأمل .